# Podadera Design
Podadera Design es una empresa de estudio de diseño de automóviles, creada por el diseñador de automóviles Francisco Podadera en 1988. Sus diseños son de tipo concept y propuestas para marcas de automoción, turismos, camiones, motocicletas.

## Diseños destacados
Lambretta/Trom
- Amiga
- ARQ
- ATV

Nissan
- Trade (Rediseño)

 Pegaso 
- Solo 500
- Volquete

SEAT 
- Ibiza Raider (Prototipo 1986) de este surgió la versión de calle denominado Aníbal Podadera. SEAT llegó a aceptar este diseño para su fabricación, pero fue posteriormente descartado por el nuevo propietario Volkswagen AG poco después. Se especula que el motivo de esta decisión fuera que Volkswagen deseaba imprimir a SEAT un carácter de vehículos de bajo coste, en el que no había espacio para un deportivo. Podadera acabaría fabricando el vehículo por su cuenta entre 1989 y 1992 en la fábrica de Aníbal Paccar en Motril. Se fabricaron 52 unidades.[2]
- Málaga Podadera destacados 86 (edición limitada)
- Marbella Pick-up trópico podadera (edición limitada 1992)
- Proyecto berlina 1988 (Propuesta sustituto del Málaga con una evolución)
- Toledo Coupe (Propuesta 1992)
- 600 diseño 60 aniversario (Propuesta)

Concepto
- Buomo
- Transcoin
- Casple podadera